# RCトゥーロン
ラグビー・クラブ・トゥーロネ（仏: Rugby Club Toulonnais）は、フランス南部のプロヴァンス＝アルプ＝コート・ダジュール地域圏の港町トゥーロンに本拠地を置くラグビーユニオンクラブである。フランスのラグビーユニオン最高峰のトップ14に所属。通称はRCトゥーロン（RC Toulon）。

## 歴史
1908年6月、セレクシオン・マリティム、スタッドヴァロワといったクラブの選手たちが合流する形でRCトゥーロンが創設された。成長を続けたクラブは1931年フランス選手権の決勝でリヨンOUを破り初優勝を果たし、初めてブレニュス盾を手にした。決勝が行われたボルドーから帰ってきたチームは3万人もの地元住民に熱狂的に迎えられたという。その後1932年から1986年にかけては4回国内選手権の決勝に進んだもののタイトルを逃した。
ダニエル・エレロがコーチに就任してからクラブは躍進し、1987年にはラシン・クラブ・ド・フランス、1992年にはビアリッツ・オランピックをそれぞれ破り、優勝を果たした。しかし、その後は思うような成績を残せないなか経営が悪化し、1000万フランもの赤字が明らかになったことで2000年にフランス・ラグビー・リーグからプロD2（2部）への降格を言い渡されてしまった。2004-05シーズンにプロD2で優勝し、5年ぶりにトップ14に復帰したものの次のシーズンで26試合中3勝に終わりたった1年でプロD2に戻ることになった。
2006年、コミック・ストリップで財を成したトゥーロン出身の実業家ムラド・ブジェラルはクラブの新たな会長となり、RCトゥーロンをビッグクラブにすることを目標にアンドリュー・マーティンズやゴンサロ・ケサダなどの有力選手を獲得した。特にニュージーランド代表でキャプテンも務めたタナ・ウマガの加入は大きな話題となった。2008年、プロD2で優勝し再びトップ14に昇格するとブジェラル会長の有力選手獲得によるチーム強化はますます進められ、イングランド代表のジョニー・ウィルキンソン、オーストラリア代表のジョージ・グレーガン、ジョージ・スミス、アルゼンチン代表のフェリペ・コンテポーミらと契約が結ばれた。その後、徐々に結果も伴い始めたRCトゥーロンは2012年にトップ14準優勝、2013年にハイネケンカップ優勝・トップ14準優勝、2014年にはハイネケンカップとトップ14でともに優勝を果たし、ヨーロッパ有数の強豪クラブとなった。2015年にはヨーロピアンラグビーチャンピオンズカップを制し、前身大会のハイネケンカップと合わせて3連覇を達成している。

## スタジアム

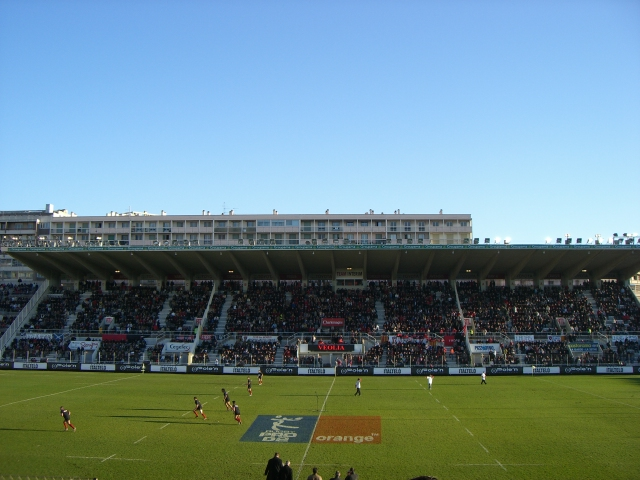
スタッド・マイヨールで行われる試合

本拠地として使用しているスタジアムはトゥーロンにあるスタッド・マイヨール（Stade Mayol）である。その名称はクラブのためにスタジアムの建設地を寄付したとされる20世紀初頭の地元出身歌手フェリックス・マイヨールに由来する。収容人数は15,400人。

## ピルピル
ピルピル（Pilou-Pilou）とは、RCトゥーロンの試合前に観客たちによって行われるチャントである。そもそもはマルセル・ボドレドという1人の選手が1940年代に作り出したのが始まりとされており、その後ファンの中で受け入れられていった。リーダーのコールにほかの観客が応える形で行われる。歌詞の内容としては山から海に下りてきた（トゥーロンは港町である）戦士たち（＝RCトゥーロンの選手）の力強さ・恐ろしさを誇示しチームを鼓舞するものである。スペイン料理のピルピル（pil-pil）とは関係ない。

## タイトル

### 国内タイトル
- フランス選手権（現・トップ14）
  - 優勝 4回（1931, 1987, 1992, 2014）
  - 準優勝 9回（1948, 1968, 1971, 1985, 1989, 2012, 2013, 2016, 2017）

- フランス選手権プロD2（2部）
  - 優勝 2回（2005, 2008）
  - 準優勝 1回（2001）

### 国際タイトル
- ハイネケンカップ／ヨーロピアンラグビーチャンピオンズカップ
  - 優勝 3回（2013, 2014, 2015）
- EPCRチャレンジカップ
  - 優勝 1回（2022-23）

## 成績
トップ14戦績（最近10シーズン）
| シーズン | 順位 | 試合 | 勝 | 分 | 敗 | 得点 | 失点 | 勝点 | プレーオフ   |
| -------- | ---- | ---- | -- | -- | -- | ---- | ---- | ---- | ------------ |
| 2013-14  | 1位  | 26   | 16 | 1  | 9  | 660  | 466  | 77   | 優勝         |
| 2014-15  | 1位  | 26   | 16 | 0  | 10 | 740  | 525  | 76   | 準決勝敗退   |
| 2015-16  | 2位  | 26   | 16 | 0  | 10 | 764  | 446  | 82   | 準優勝       |
| 2016-17  | 4位  | 26   | 14 | 2  | 10 | 674  | 511  | 69   | 準優勝       |
| 2017-18  | 4位  | 26   | 14 | 0  | 12 | 766  | 507  | 73   | 準々決勝敗退 |
| 2018-19  | 9位  | 26   | 12 | 0  | 14 | 572  | 542  | 57   | ―            |
| 2019-20  | 4位  | 17   | 9  | 2  | 6  | 396  | 334  | 45   | ―            |
| 2020-21  | 8位  | 27   | 14 | 0  | 13 | 641  | 605  | 66   | ―            |
| 2021-22  | 8位  | 26   | 13 | 2  | 11 | 572  | 504  | 65   | ―            |
| 2022-23  | 7位  | 26   | 14 | 0  | 12 | 588  | 557  | 56   | ―            |
| 2023-24  | 4位  | 26   | 15 | 0  | 11 | 704  | 519  | 69   | 準々決勝敗退 |
| 2024-25  | 3位  | 26   | 15 | 0  | 11 | 680  | 595  | 72   | 準決勝敗退   |

## スコッド
2024-25シーズンのスコッド（2024年9月現在）
| フッカー - テディ・ドービニー - マイケル・イヴァルディ - ジャンマルコ・ルッケージ プロップ - ダニエル・ブレンナン(Daniel Brennan) - ベカ・ギガシヴィリ - ジェーン・バティスト・グロス - ダニー・プリッソ - エメリック・セティアノ - カイル・シンクラー ロック - ブライアン・アライヌエッセ - マチェー・タンガイ - スワン・ラッバディジェ - デイヴィッド・リバンズ | フランカー/No.8 - エステバン・アバディ - ジュール・クロン(Jules Coulon) - ファクンド・イサ - マッテオ・レコーヴェック(Matteo Le Corvec) - ルイス・ラドラム - シャルル・オリヴォン - セレヴァシオ・トロフォア - ヤニック・ヨウヨウッテ(Yannick Youyoutte) スクラムハーフ - ジュールズ・ラングロット - バティスト・セラン - ベン・ホワイト フライハーフ - ダン・ビガー - パオロ・ガルビシ - エンゾ・エルベ(Enzo Hervé) - マシュー・スマイリー(Mathieu Smaïli) | センター - アントワーヌ・フリシュ - ダンカン・パイアウア - ラヤン・レバジ - ジェレミー・シンゼール - セタ・ツイスヴ ウイング - ガエル・ドリーン(Gaël Dréan) - レスター・ファインガアヌク - ギャビン・ヴィリエール - ジータ・ウァイニコロ フルバック - メルヴィン・ジャミネ |
| | | |
| はキャプテン。 | | |

## 歴代所属選手
- ジョニー・ウィルキンソン(Jonny Wilkinson) - イングランド通算91キャップ、1,179得点のキッカー。
- ジョージ・グレーガン(George Gregan) - ワラビーズで通算139キャップのスクラムハーフ。
- ジョージ・スミス(George Smith) - ワラビーズ通算111キャップのフランカー。
- タナ・ウマンガ(Tana Umaga) - 元オールブラックスキャプテン。引退後RCトゥーロンのヘッドコーチを2年間務めた。
- アンドリュー・マーティンズ(Andrew Mehrtens) - オールブラックスで70キャップ。クラブのトップ14昇格に貢献。
- アントン・オリバー(Anton Oliver) - 元オールブラックスキャプテン。フッカー。
- ソニー・ビル・ウィリアムズ(Sonny Bill Williams) - オールブラックスのセンター。ラグビーリーグ(13人制)でもプレー。
- ヴィクター・マットフィールド(Victor Matfield) - スプリングボクス127キャップのロック。
- フェリペ・コンテポーミ(Felipe Contepomi) - アルゼンチン代表史上最多キャップ(87)、最多得点(651点)。ワールドカップ4大会連続出場(1999-2011)。
- ゴンサロ・ケサダ(Gonzalo Quesada) - 元アルゼンチン代表。ワールドカップ1999年大会得点王。
- マルティン・カストロジョヴァンニ(Martín Castrogiovanni) - イタリア代表プロップ。ワールドカップ4大会連続出場(2003-2015)。
- トゥシ・ピシ(Tusi Pisi) - サモア代表。
- 五郎丸歩 - 日本代表57キャップのフルバック。日本人選手として初めてFCトゥーロンに所属。
- ジェームズ・オコーナー(James O'Connor) - ワラビーズ52キャップのセンター。現在はスーパーラグビーレッズに所属。
- ドリュー・ミッチェル(Drew Mitchell) - ワラビーズで通算71キャップのウイング。
- マット・ギタウ(Matt Giteau) - ワラビーズで通算103キャップのユーティリティーバックス。現在はサントリーサンゴリアスに所属。
- リー・ハーフペニー(Leigh Halfpenny) - ウェールズ代表で85キャップのフルバック。現在はプロ14スカーレッツに所属
- ゲシン・ジェンキンス(Gethin Jenkins) - ウェールズ代表通算129キャップのプロップ。
- ドウェイン・フェルミューレン(Duane Vermeulen) - スプリングボクス42キャップのナンバーエイト。現在はクボタスピアーズに所属。
- ブライアン・ハバナ(Bryan Habana) - スプリングボクス通算123キャップのウイング。
- コンスタンティネ・ミカウタゼ(Konstantine Mikautadze) - ジョージア代表54キャップのロック。現在はモンペリエに所属。
- レヴァン・チラチャヴァ(Levan Chilachava) - ジョージア代表54キャップのプロップ。現在はモンペリエに所属。
- フランソワ・トゥラン＝デュック(François Trinh-Duc) - フランス代表66キャップのスタンドオフ。現在はラシン92に所属。
- チョスア・トゥイソヴァ(Josua Tuisova) - フィジー代表13キャップのウィング。リオ五輪の7人制フィジー代表で金メダル獲得。現在はリヨンOUに所属。
- マムカ・ゴルゴゼ(w:Mamuka Gorgodze) - ジョージア代表で通算75キャップのフランカー・ナンバーエイト。
- マスヴェシ・ダクワカ(Masivesi Dakuwaqa) - リオ五輪の7人制フィジー代表で金メダル獲得。現在はモンペリエに所属。
- ロマン・タオフィフェヌア(Romain Taofifénua) - フランス代表20キャップのスタンドオフ。現在はリヨンOUに所属。
- マア・ノヌー(Ma'a Nonu) - オールブラックス103キャップのセンター。現在はサンディエゴ・リージョンに所属。
- イサイア・トエアヴァ(Isaia Toeava) - オールブラックス37キャップのウィング。現在はバイヨンヌに所属。
- ラミロ・モジャーノ(Ramiro Moyano) - アルゼンチン代表36キャップのウィング。現在はエディンバラに所属。
- エベン・エツベス(w:Eben Etzebeth) - スプリングボクス101キャップのロック。現在はシャークスに所属。
- レオネ・ナカラワ(w:Leone Nakarawa) - フィジー代表66キャップのナンバーエイト。リオ五輪の7人制フィジー代表で金メダル獲得。現在はカストル・オランピックに所属。
- ソナタネ・タクルア(w:Sonatane Takulua) - トンガ代表38キャップのスクラムハーフ。現在はSUアジャンに所属。
- マチュー・バスタロー(Mathieu Bastareaud) - フランス代表通算54キャップのセンター。現在はリヨンOUに所属。
- セルジオ・パリセ(Sergio Parisse) - イタリア代表通算142キャップのセンター。
- ワイセア・ナヤザレヴ(Waisea Nayacalevu) - フィジー代表40キャップのセンター。現在はセール・シャークスに所属。
- チェスリン・コルビ(Cheslin Kolbe) - スプリングボクス36キャップのウィング。現在は東京サントリーサンゴリアスに所属。